# Miss Universo 1996

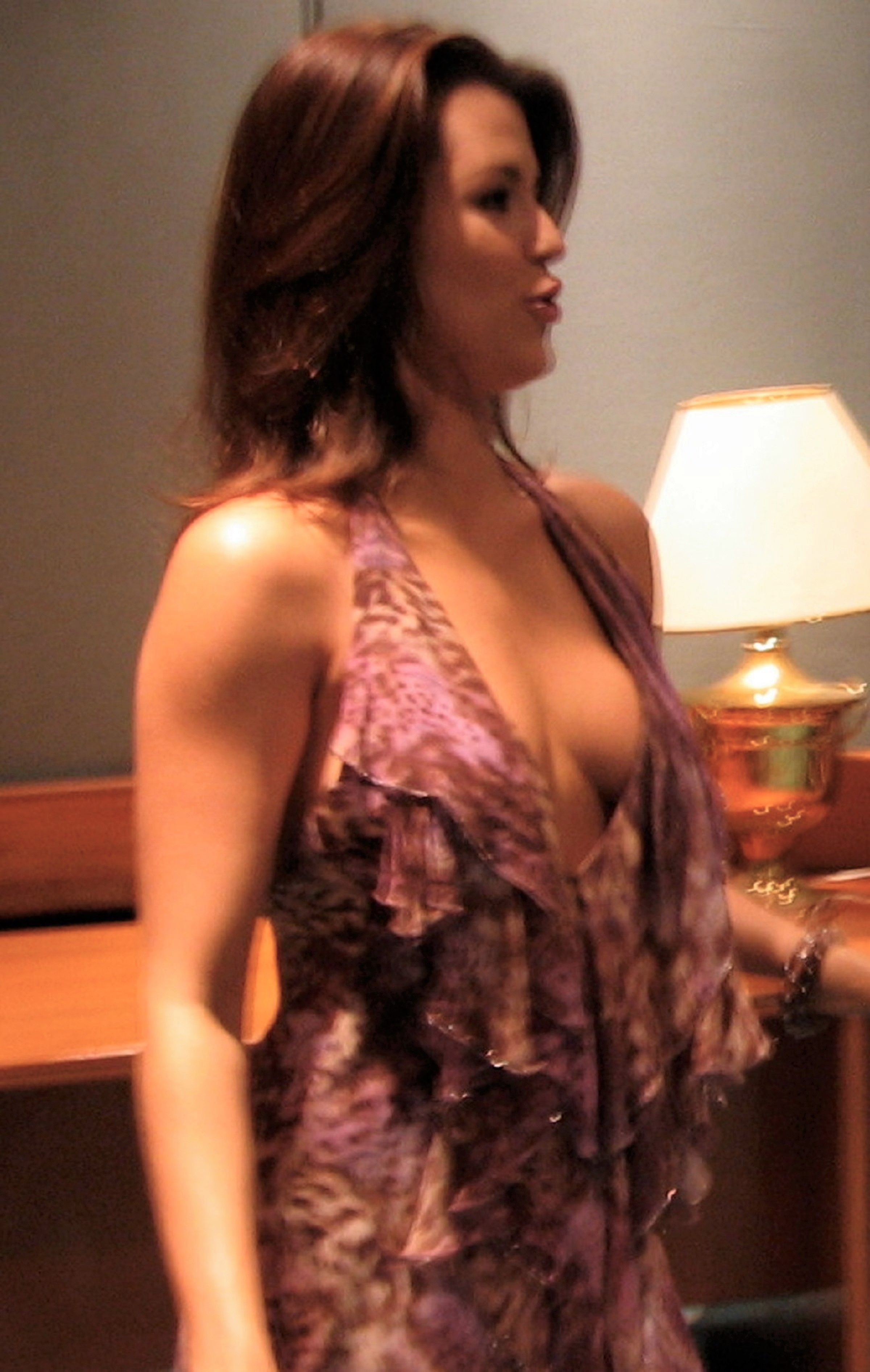
Alicia Machado, vincitrice del titolo

Miss Universo 1996, quarantacinquesima edizione di Miss Universo, si è tenuta presso il Theatre for the Performing Arts di Las Vegas negli Stati Uniti d'America, il 17 maggio 1996. L'evento è stato presentato da Bob Goen e Marla Maples. Alicia Machado, Miss Venezuela, è stata incoronata Miss Universo 1996 dalla detentrice del titolo uscente, Chelsi Smith degli Stati Uniti d'America.

## Risultati

### Piazzamenti
| Risultato finale   | Concorrente                                                                                            |
| ------------------ | --- |
| Miss Universo 1996 | - Venezuela - Alicia Machado                                                                           |
| 2ª classificata    | - Aruba - Taryn Mansell                                                                                |
| 3ª classificata    | - Finlandia - Lola Odusoga                                                                             |
| Top 6              | - Messico - Vanessa Guzmán - Russia - Ilmira Shamsutdinova - Stati Uniti - Ali Landry                  |
| Top 10             | - El Salvador - Milena Mayorga - India - Sandhya Chib - Perù - Natalí Sacco - Svezia - Annika Duckmark |

### Punteggi alle sfilate finali
Vincitrice
     2ª classificata
     3ª classificata
     Top 6
     Top 10
(#) Posizione in ogni turno della gara
| Nazione     | Costume da bagno | Intervista | Abito da sera | Media      | Finaliste Top 6 |
| ----------- | ---------------- | ---------- | ------------- | ---------- | --------------- |
| Venezuela   | 9.809 (1)        | 9.820 (1)  | 9.874 (1)     | 9.834 (1)  | 9.846 (1)       |
| Stati Uniti | 9.793 (2)        | 9.601 (8)  | 9.753 (2)     | 9.716 (2)  | 9.604 (6)       |
| Aruba       | 9.629 (5)        | 9.737 (2)  | 9.651 (5)     | 9.672 (3)  | 9.779 (2)       |
| Russia      | 9.646 (3)        | 9.714 (3)  | 9.573 (10)    | 9.644 (4)  | 9.714 (4)       |
| Finlandia   | 9.551 (8)        | 9.657 (4)  | 9.719 (3)     | 9.642 (5)  | 9.763 (3)       |
| Messico     | 9.56 (7)         | 9.604 (7)  | 9.714 (4)     | 9.626 (6)  | 9.657 (5)       |
| El Salvador | 9.636 (4)        | 9.569 (10) | 9.651 (5)     | 9.619 (7)  |                 |
| India       | 9.580 (6)        | 9.619 (5)  | 9.601 (9)     | 9.600 (8)  |                 |
| Perù        | 9.549 (9)        | 9.613 (6)  | 9.637 (7)     | 9.600 (9)  |                 |
| Svezia      | 9.493 (10)       | 9.576 (9)  | 9.629 (8)     | 9.566 (10) |                 |

### Riconoscimenti speciali
| Riconoscimento           | Concorrente                                                                         |
| ------------------------ | ----------------------------------------------------------------------------------- |
| Best National Costume    | - Grecia - Nina Georgala - Messico - Vanessa Guzmán - Russia - Ilmira Shamsutdinova |
| Miss Congeniality        | - Australia - Jodie McMullen                                                        |
| Miss Photogenic          | - Filippine - Aileen Damiles                                                        |
| Jantzen Best in Swimsuit | - Venezuela - Alicia Machado                                                        |
| Finesse Best Style       | - Venezuela - Alicia Machado                                                        |

## Giudici della trasmissione televisiva
Le seguenti celebrità hanno fatto da giudici durante la serata finale:
- Maud Adams – Attrice.
- Jim Nantz – Giornalista sportivo.
- Teri Ann Linn – Attrice.
- Emilio Estefan  – Produttore discografico.
- Starletta Dupois – Attrice.
- Elizabeth Sung Attrice.
- Tim Chappel – Costumista, vincitore di un premio Oscar.
- Cecilia Bolocco – Miss Universo 1987.
- Fred Williamson –  Attore ed ex giocatore di football.

## Concorrenti
- Argentina - Verónica Ledezma
- Aruba - Taryn Scheryl Mansell
- Australia - Jodie McMullen
- Bahamas - Michelle Rae Collie
- Belgio - Véronique De Kock
- Belize - Ava Lovell
- Bolivia - Natalia Cronenbold Aguilera
- Bonaire - Jessy Viceisza
- Brasile - Maria Joana Parizotto
- Bulgaria - Maria Sinigerova
- Canada - Renette Cruz
- Cile - Andrea L'Huillier Troncoso
- Cipro - Froso Spyrou
- Colombia - Lina Maria Gaviria Forero
- Corea del Sud - Kim Yoon-jung
- Costa Rica - Dafne Zeledón Monge
- Curaçao - Vanessa Dorinda Mambi
- Danimarca - Anette Oldenborg
- Ecuador - Mónica Paulina Chalá Mejía
- Egitto - Hadeel Abol-Naga
- El Salvador - Carmen Milena Mayorga
- Estonia - Helen Mahmastol
- Filippine - Aileen Leng Marfori Damiles
- Finlandia - Iyabode Ololade "Lola" Remilekun Odusoga
- Francia - Laure Belleville
- Germania - Miriam Ruppert
- Ghana - Pearl Anoah
- Giamaica - Trudi-Ann Ferguson
- Grecia - Nina Georgala
- Guatemala - Karla Hannelore Beteta Forkel
- Honduras - Yazmín Rossana Fiallos Bosak
- Hong Kong - Sofie Rahman
- India - Sandhya Chib
- Indonesia - Alya Rohali
- Irlanda - Joanne Black
- Islanda - Hrafnhildur Hafsteinsdóttir
- Isole Cayman - Tasha Ebanks
- Isole Cook - Victoria Keil
- Isole Marianne Settentrionali - Belvilyn Ada Tenorio
- Isole Vergini Britanniche - Linette Smith
- Israele - Liraz Mesilaty
- Italia - Anna Valle
- Libano - Julia Syriani
- Malaysia - Adeline Ong Siew Fong
- Malta - Roseanne Farrugia
- Messico - Vanessa Guzmán Niebla
- Namibia - Faghma Absolom
- Norvegia - Inger Lise Ebeltoft
- Nuova Zelanda - Sarah Brady
- Paesi Bassi - Marja de Graaf
- Panama - Reyna del Carmen Royo Rivera
- Paraguay - Marta Elizabeth Lovera Parquet
- Perù - Natalí Patricia Sacco Angeles
- Polonia - Monika Chróścicka-Wnętrzak
- Porto Rico - Sarybel Velilla Cabeza
- Portogallo - Rita Carvalho
- Regno Unito - Anita St. Rose
- Rep. Ceca - Renata Hornofová
- Rep. Dominicana - Sandra Natasha Abreu Matusevicius
- Romania - Roberta Alma Anastase
- Russia - Ilmira Shamsutdinova
- Singapore - Angeline Putt
- Slovacchia - Iveta Jankulárová
- Spagna - María José Suárez Benítez
- Sri Lanka - Shivanthini Dharmasiri
- Stati Uniti - Ali Germaine Landry
- Sudafrica - Carol Anne Becker
- Svezia - Annika Duckmark
- Svizzera - Stéphanie Berger
- Taiwan - Chen Hsiao-Fen
- Thailandia - Nirachala Kumya
- Trinidad e Tobago - Michelle Kahn
- Turchia - Serpil Sevilay Ozturk
- Turks e Caicos - Shaneika Lightbourne
- Ucraina - Irina Borisova
- Ungheria - Andrea Deak
- Uruguay - Adriana Sandra Maidana
- Venezuela - Yoseph Alicia Machado Fajardo
- Zimbabwe - Langa Sibanda